# Guilherme Andrade
Guilherme Andrade da Silva (Montes Claros, 31 gennaio 1989) è un ex calciatore brasiliano, di ruolo difensore.

## Caratteristiche tecniche
Era un terzino destro che poteva giocare nella fascia opposta.

## Palmarès

### Club

#### Competizioni internazionali
- Coppa Libertadores: 1

Corinthians: 2012
- Coppa del mondo per club: 1

Corinthians: 2012
- Recopa Sudamericana: 1

Corinthians: 2013

#### Competizioni statali
- Campionato paulista: 1

Corinthians: 2013